# كينيث أيشنر
كينيث أيشنر (بالإنجليزية: Kenneth Eichner)‏ (29 يوليو 1954)؛ مؤلف، محامي وروائي أمريكي.